# Aisha Sheppard
Aisha Marie Sheppard (ur. 13 listopada 1998 w Alexandrii) – amerykańska koszykarka występująca na pozycji rozgrywającej, od 2023 zawodniczka ENEA AZS-u Politechniki Poznań.
30 grudnia 2023 dołączyła do zespołu Enea AZS-u Politechniki Poznań.

## Osiągnięcia
Stan na 10 lutego 2024, na podstawie, o ile nie zaznaczono inaczej.

### NCAA
- Wicemistrzyni turnieju Women’s National Invitation Tournament (WNIT – 2018)
- Uczestniczka rozgrywek:
  - II rundy turnieju NCAA (2021)
  - turnieju NCAA (2021, 2022)
  - Sweet 16 turnieju WNIT (2018, 2019)
- Zaliczona do:
  - I składu:
    - konferencji Atlantic Coast (ACC – 2021)
    - ACC All-Academic (2020, 2021)

  - II składu:
    - ACC (2020, 2022)
    - turnieju ACC (2022)

  - składu honorable mention All-America (2021 przez Associated Press)

### WNBA
- Mistrzyni WNBA (2022)
- Zdobywczyni pucharu Commissioner’s Cup (2022)